# Robert Badham

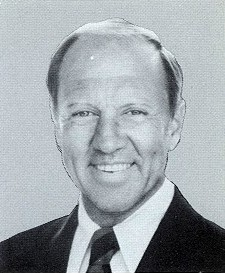
Robert Badham (1985)

Robert Edward Badham (* 9. Juni 1929 in Los Angeles, Kalifornien; † 21. Oktober 2005 in Newport Beach, Kalifornien) war ein US-amerikanischer Politiker. Zwischen 1977 und 1989 vertrat er den Bundesstaat Kalifornien im US-Repräsentantenhaus.

## Werdegang
Robert Badham besuchte die öffentlichen Schulen in Beverly Hills. Im Jahr 1947 absolvierte er die dortige High School. Danach studierte er bis 1948 am Occidental College in Eagle Rock. Daran schloss sich bis 1951 ein Studium an der Stanford University an. Zwischen 1951 und 1954 diente er während des Koreakrieges in der Reserve der US Navy. Danach arbeitete er zunächst als privater Geschäftsmann. Bis 1969 war er einer der Direktoren der Firma Hoffman Hardware Co. in Los Angeles. Gleichzeitig begann er als Mitglied der Republikanischen Partei eine politische Laufbahn. Von 1963 bis 1976 saß er als Abgeordneter in der California State Assembly. Von 1962 bis 1976 nahm er an allen regionalen Parteitagen in Kalifornien teil; zwischen 1964 und 1984 besuchte er als Delegierter alle Republican National Conventions.
Bei den Kongresswahlen des Jahres 1976 wurde Badham im 40. Wahlbezirk von Kalifornien in das US-Repräsentantenhaus in Washington, D.C. gewählt, wo er am 3. Januar 1977 die Nachfolge von Andrew J. Hinshaw antrat. Nach fünf Wiederwahlen konnte er bis zum 3. Januar 1989 sechs Legislaturperioden im Kongress absolvieren. 1988 verzichtete er auf eine weitere Kandidatur. Nach dem Ende seiner Zeit im US-Repräsentantenhaus zog sich Robert Badham aus der Politik zurück. Er starb am 21. Oktober 2005 in Long Beach.